# Nati l'11 gennaio
| Questa pagina contiene informazioni ricavate automaticamente dalle voci biografiche con l'ausilio del template Bio e di un bot. L'aggiornamento è periodico e automatico e ricostruisce completamente la pagina. Se manca una persona in questa lista, sei pregato di non aggiungerla, ma accertati piuttosto che la sua voce biografica contenga il template Bio e che i dati anagrafici siano correttamente compilati. Se il template Bio manca, inseriscilo tu stesso o, in alternativa, metti l'avviso {{tmp\|Bio}} che ne segnala la mancanza. Se i dati riportati sono sbagliati, correggi direttamente la voce biografica; le modifiche saranno visibili in questa lista entro pochi giorni. Per chiarimenti vedi il progetto biografie. La lista contiene solo le 1.207 persone che sono citate nell'enciclopedia e per le quali è stato implementato correttamente il template Bio. Pagina aggiornata al 13 ago 2025. |

## IV secolo(1)
- 347 - Teodosio, generale e politico romano († 395)

## IX secolo(2)
- 844 - Abd Allah ibn Muhammad, emiro († 912)
- 889 - Abd al-Rahman III, emiro († 961)

## XIII secolo(1)
- 1209 - Munke, condottiero mongolo († 1259)

## XIV secolo(4)
- 1322 - Kōmyō, imperatore giapponese († 1380)
- 1359 - Go-En'yū, imperatore giapponese († 1393)
- 1383 - Papa Eugenio IV, papa, vescovo cattolico e cardinale italiano († 1447)
- 1395 - Michela di Valois, francese († 1422)

## XV secolo(1)
- 1425 - Madeleine Amelie Bisaillon, nobildonna francese

## XVI secolo(8)
- 1502 - Pedro Nunes, matematico, cosmografo e cartografo portoghese († 1578)
- 1503 - Parmigianino, pittore italiano († 1540)
- 1545 - Guidobaldo Del Monte, matematico, filosofo e astronomo italiano († 1607)
- 1554 - Curzio Picchena, umanista italiano († 1626)
- 1572 - Elizabeth Wriothesley, nobile inglese († 1655)
- 1576 - Giacomo Maria Manzoni, italiana († 1642)
- 1591 - Robert Devereux, III conte di Essex, militare inglese († 1646)
- 1600 - Isabella Filomarino, nobile italiana († 1679)

## XVII secolo(22)
- 1615 - Caterina Carlotta del Palatinato-Zweibrücken, nobile († 1651)
- 1616 - Girolamo Borghesi, vescovo cattolico italiano († 1698)
- 1622 - Luigi di Guisa, nobile francese († 1654)
- 1628 - Mito Kōmon, giapponese († 1701)
- 1628 - Olimpia Sforza Visconti, nobile italiana († 1692)
- 1632 - Adam Frans van der Meulen, pittore e disegnatore francese († 1690)
- 1643 - Antonio Nasini, pittore e presbitero italiano († 1715)
- 1645 - Matthias Rauchmüller, scultore tedesco († 1686)
- 1650 - Diana Glauber, pittrice olandese
- 1652 - Eugenio Alessandro di Thurn und Taxis, conte († 1714)
- 1653 - Gaspar de la Cerda Sandoval Silva y Mendoza, nobile spagnolo († 1697)
- 1653 - Paolo Alessandro Maffei, antiquario e scrittore italiano († 1716)
- 1655 - Henry Howard, VII duca di Norfolk, nobile e militare inglese († 1701)
- 1665 - Ermanno Federico di Hohenzollern-Hechingen, generale e nobile tedesco († 1733)
- 1671 - Francesco Maria Balbi, doge († 1747)
- 1671 - François-Marie de Broglie, nobile e militare francese († 1745)
- 1673 - Cristiano Augusto di Holstein-Gottorp, vescovo luterano tedesco († 1726)
- 1693 - Antonio Barbiano di Belgiojoso, nobile e militare italiano († 1779)
- 1694 - Francis Scott, II duca di Buccleuch, politico scozzese († 1751)
- 1696 - Federico Guglielmo di Solms-Braunfels, nobile tedesco († 1761)
- 1696 - Giuseppe Maria Ruffo, arcivescovo cattolico italiano († 1754)
- 1697 - William Capell, III conte di Essex, nobile e diplomatico inglese († 1743)

## XVIII secolo(34)
- 1707 - Vincenzo Riccati, matematico e fisico italiano († 1775)
- 1720 - Giuseppe Andreoli, pittore italiano († 1776)
- 1722 - Filiberto Pascale, vescovo cattolico italiano († 1788)
- 1726 - Pëtr Ivanovič Melissino, generale e nobile greco († 1797)
- 1732 - Peter Forsskål, esploratore, filosofo e naturalista svedese († 1763)
- 1734 - Achille Pierre Dionis du Séjour, matematico e astronomo francese († 1794)
- 1735 - Angelo Da Campo, pittore italiano († 1826)
- 1746 - William Curtis, botanico inglese († 1799)
- 1746 - František Adam Míča, compositore ceco († 1811)
- 1747 - Franz Georg von Keeß, giurista austriaco († 1799)
- 1747 - François Alexandre Frédéric de La Rochefoucauld-Liancourt, politico, imprenditore e nobile francese († 1827)
- 1750 - François-Jean Bralle, architetto e ingegnere francese († 1832)
- 1754 - Vincenzo Lunardi, inventore e ufficiale italiano († 1806)
- 1757 - Samuel Bentham, ingegnere inglese († 1831)
- 1757 - Alexander Hamilton, politico e generale statunitense († 1804)
- 1760 - Oliver Wolcott Jr., politico statunitense († 1833)
- 1761 - Francesco Saverio Fabri, architetto italiano († 1817)
- 1762 - Michel Dieulafoy, librettista e drammaturgo francese († 1823)
- 1768 - Tommaso Ferrero della Marmora, generale italiano († 1832)
- 1773 - Charles-André Merda, militare francese († 1812)
- 1774 - Antoine Drouot, generale francese († 1847)
- 1777 - Vincenzo Borg, patriota, militare e mercante maltese († 1837)
- 1778 - Agathon Jean François Fain, politico, storico e nobile francese († 1837)
- 1779 - Astorre Hercolani, V principe Hercolani, militare e politico italiano († 1828)
- 1780 - Pietro Minghelli, pittore e decoratore italiano († 1822)
- 1780 - Antoine Simonnin, drammaturgo e librettista francese († 1856)
- 1787 - Joseph Rebell, pittore austriaco († 1828)
- 1793 - Cave Johnson, politico statunitense († 1866)
- 1797 - Carl Anton Joseph Rottmann, pittore tedesco († 1850)
- 1799 - Victor Rifaut, compositore francese († 1838)
- 1800 - Maria Giuseppina del Liechtenstein, principessa austriaca († 1884)
- 1800 - Karl Traugott Queisser, trombonista, violista e violinista tedesco († 1846)
- 1800 - Giuseppina Ronzi de Begnis, soprano italiano († 1853)
- 1800 - Eugenio Stefano Stara, politico italiano († 1883)

## XIX secolo(185)
- 1801 - Honório Carneiro Leão, politico brasiliano († 1856)
- 1802 - Christian Friedrich Wilhelm Roller, psichiatra tedesco († 1878)
- 1803 - Giovanni Antonio Farina, vescovo cattolico e santo italiano († 1888)
- 1805 - Johann Nepomuk Geiger, pittore e disegnatore austriaco († 1880)
- 1806 - Ferdinand Minding, matematico tedesco († 1885)
- 1809 - Cesare Mattei, politico e letterato italiano († 1896)
- 1810 - Johann Ludwig Krapf, missionario tedesco († 1881)
- 1810 - Paolo Silvani, politico e avvocato italiano († 1884)
- 1812 - Blanche Howard, nobildonna britannica († 1840)
- 1812 - Carol Szathmari, pittore, litografo e fotografo ungherese († 1887)
- 1814 - Charles Baker Adams, geologo, naturalista e educatore statunitense († 1853)
- 1814 - James Paget, chirurgo e patologo inglese († 1899)
- 1816 - Francisco de Albear, ingegnere cubano († 1887)
- 1816 - Antonio Superchi, baritono italiano († 1893)
- 1819 - Piero Cironi, patriota, pubblicista e scrittore italiano († 1862)
- 1819 - Francesco Saverio Seelos, presbitero tedesco († 1867)
- 1820 - Enrico Cosenz, militare e politico italiano († 1898)
- 1823 - Pierre Philippe Denfert-Rochereau, politico e militare francese († 1878)
- 1824 - Giorgio Augusto di Meclemburgo-Strelitz, principe († 1876)
- 1825 - Karl Julius Schröer, linguista e critico letterario tedesco († 1900)
- 1826 - Giuseppe Battaglini, matematico italiano († 1894)
- 1827 - Ranieri Ferdinando d'Asburgo-Lorena, generale austriaco († 1913)
- 1831 - Jean-Baptiste Baudoin, presbitero e missionario francese († 1875)
- 1831 - Charles Olivier de Penne, pittore francese († 1897)
- 1832 - Hugo von Hurter, teologo tedesco († 1914)
- 1833 - Costantino V di Costantinopoli, arcivescovo ortodosso greco († 1914)
- 1835 - Imperatrice Eishō, imperatrice giapponese († 1897)
- 1837 - Pavel Ippolitovič Kutajsov, politico e generale russo († 1911)
- 1838 - Giovanni Cagliero, cardinale, arcivescovo cattolico e compositore italiano († 1926)
- 1839 - Elisabeth Järnefelt, mecenate finlandese († 1929)
- 1841 - Otto von Gierke, giurista tedesco († 1921)
- 1841 - Giovanni Martinelli, giurista e politico italiano († 1919)
- 1842 - William James, psicologo e filosofo statunitense († 1910)
- 1842 - Filippo Savorgnan di Brazzà, politico italiano († 1925)
- 1843 - Alfonso Giordano, medico italiano († 1915)
- 1845 - Albert Victor Bäcklund, matematico svedese († 1922)
- 1847 - Luigi Cerebotani, presbitero, fisico e teologo italiano († 1928)
- 1847 - Ormond Stone, astronomo e matematico statunitense († 1933)
- 1848 - Edward Fisher, organista e direttore d'orchestra canadese († 1913)
- 1849 - Philipp Bertkau, zoologo e aracnologo tedesco († 1894)
- 1849 - Ignacio Pinazo Camarlench, pittore spagnolo († 1916)
- 1849 - Doc Scurlock, pistolero statunitense († 1929)
- 1850 - Filippo De Ferrari, filatelista francese († 1917)
- 1850 - Eugen Kumičić, scrittore e politico croato († 1904)
- 1851 - Francesco Muscogiuri, scrittore italiano († 1919)
- 1852 - Constantin Fehrenbach, politico tedesco († 1926)
- 1852 - Cesare Ferrero di Cambiano, avvocato, dirigente d'azienda e politico italiano († 1931)
- 1852 - Ugo Franceschi, baritono e compositore italiano († 1940)
- 1852 - Friedrich Spitta, teologo tedesco († 1924)
- 1853 - Sebastiano Catania, matematico italiano († 1946)
- 1853 - Gustav Falke, poeta e scrittore tedesco († 1916)
- 1854 - Michelangelo Vaccaro, politico e giurista italiano († 1937)
- 1856 - Giovanni Rossi, agronomo, veterinario e anarchico italiano († 1943)
- 1856 - Christian Sinding, compositore norvegese († 1941)
- 1858 - Margaret Nevinson, docente e attivista britannica († 1932)
- 1858 - Kristoffer Nyrop, filologo danese († 1931)
- 1858 - Harry Gordon Selfridge, imprenditore statunitense († 1947)
- 1859 - Francisco d'Andrade, baritono portoghese († 1921)
- 1859 - Alfredo Brañas, scrittore e politico spagnolo († 1900)
- 1859 - Armengol Coll y Armengol, vescovo cattolico spagnolo († 1918)
- 1859 - Josephine Crowell, attrice canadese († 1932)
- 1859 - George Curzon, I marchese Curzon di Kedleston, politico e nobile britannico († 1925)
- 1859 - John Tengo Jabavu, attivista e editore sudafricano († 1921)
- 1860 - Cavour Beduschi, ingegnere e politico italiano († 1936)
- 1861 - Martino Cassano, giornalista italiano († 1927)
- 1862 - Joseph Nelson Rose, botanico statunitense († 1928)
- 1864 - Robert Meyer, patologo e ginecologo tedesco († 1947)
- 1864 - William Spry, politico statunitense († 1929)
- 1865 - Johannes Franz Hartmann, astronomo tedesco († 1936)
- 1866 - Giovanni Giani, pittore, medaglista e incisore italiano († 1936)
- 1866 - Paola Grosson, giornalista, scrittrice e attivista italiana († 1954)
- 1866 - Laurentia McLachlan, religiosa e musicologa scozzese († 1953)
- 1867 - Sergio, religioso russo († 1944)
- 1867 - Edward Titchener, psicologo e filosofo britannico († 1927)
- 1868 - Cai Yuanpei, filosofo, politico e esperantista cinese († 1940)
- 1868 - François Ruhlmann, direttore d'orchestra belga († 1948)
- 1868 - Miguel de los Santos Serra y Sucarrats, vescovo cattolico spagnolo († 1936)
- 1869 - R. A. J. Walling, giornalista e scrittore inglese († 1949)
- 1870 - Joe Harris, attore statunitense († 1953)
- 1870 - Alice Hegan Rice, scrittrice statunitense († 1942)
- 1870 - Awda Abu Tayi, arabo († 1924)
- 1870 - Şehzade Mehmed Selim, principe ottomano († 1937)
- 1871 - Vincenzo Ferniani, ingegnere italiano († 1966)
- 1871 - Robert Kienböck, radiologo austriaco († 1953)
- 1872 - Herbert Baddeley, tennista britannico († 1931)
- 1872 - Wilfred Baddeley, tennista inglese († 1929)
- 1872 - Paul Graener, compositore e direttore d'orchestra tedesco († 1944)
- 1872 - Georg Karo, archeologo tedesco († 1963)
- 1873 - David Hartford, regista, attore e produttore cinematografico statunitense († 1932)
- 1873 - Olga Modigliani, ceramista italiana († 1968)
- 1874 - Gioacchino Luigi Mellucci, ingegnere italiano († 1942)
- 1874 - Alfonso Quiñónez Molina, politico salvadoregno († 1950)
- 1875 - Reinhold Moritzevič Glière, compositore russo († 1956)
- 1875 - Fritz Manteuffel, ginnasta tedesco († 1941)
- 1876 - Gaetano Canelles, poeta e magistrato italiano († 1942)
- 1876 - Elmer Flick, giocatore di baseball statunitense († 1971)
- 1876 - Thomas Hicks, maratoneta statunitense († 1952)
- 1876 - Annie Krull, soprano tedesco († 1947)
- 1877 - George Majeroni, attore australiano († 1924)
- 1877 - Emma Vecla, cantante lirica francese († 1972)
- 1878 - Lorenzo Gandolfo, militare italiano († 1916)
- 1878 - Elmer Harris, sceneggiatore e commediografo statunitense († 1966)
- 1878 - Theodoros Pangalos, generale e politico greco († 1952)
- 1879 - Antonio Beltramelli, scrittore e giornalista italiano († 1930)
- 1879 - Ernst Jencquel, canottiere tedesco († 1939)
- 1879 - John Symes, crickettista britannico († 1944)
- 1880 - Enrico Adami Rossi, generale italiano († 1963)
- 1880 - Donato Donati, giurista italiano († 1946)
- 1880 - Walther Flender, alpinista e scrittore tedesco († 1902)
- 1881 - Ignatij Ignat'evič Nivinskij, pittore, grafico e scenografo russo († 1933)
- 1882 - Andrij Bandera, presbitero e politico ucraino († 1941)
- 1882 - Giuseppe Danise, baritono italiano († 1963)
- 1883 - Nello Beccari, biologo italiano († 1957)
- 1883 - Ortensia De Meo, attivista italiana († 1955)
- 1883 - Guglielmo Lazzarini, italiano († 1960)
- 1884 - Walter Scholl, generale tedesco († 1956)
- 1884 - Dietrich Wortmann, lottatore, sollevatore e dirigente sportivo tedesco († 1952)
- 1885 - Jack Hoxie, attore statunitense († 1965)
- 1885 - Arnaldo Mussolini, giornalista e politico italiano († 1931)
- 1885 - Alice Paul, attivista statunitense († 1977)
- 1885 - Angelo Sbrana, sindacalista italiano († 1941)
- 1886 - Saro Arcidiacono, attore italiano († 1972)
- 1886 - Chester Conklin, attore statunitense († 1971)
- 1886 - Frederick Koolhoven, ingegnere olandese († 1946)
- 1886 - Tommaso Parodi, critico letterario italiano († 1914)
- 1886 - Elsa Rendschmidt, pattinatrice artistica su ghiaccio tedesca († 1969)
- 1886 - Alexander Stevens, geologo e esploratore britannico († 1965)
- 1886 - Tom Thould, pallanuotista britannico († 1971)
- 1886 - Langdon West, regista statunitense († 1947)
- 1886 - George Zucco, attore britannico († 1960)
- 1887 - Monte Blue, attore statunitense († 1963)
- 1887 - Aldo Leopold, ecologo statunitense († 1948)
- 1887 - Gian Giacomo Porro, archeologo e epigrafista italiano († 1915)
- 1888 - Joseph B. Keenan, avvocato statunitense († 1954)
- 1888 - Charles Previn, compositore statunitense († 1973)
- 1889 - Calvin Bridges, biologo statunitense († 1938)
- 1889 - Giovanni Mazzucato, imprenditore e dirigente sportivo italiano († 1968)
- 1890 - Oswald de Andrade, poeta brasiliano († 1954)
- 1890 - Harold Bride, ufficiale britannico († 1956)
- 1890 - Max Carey, giocatore di baseball e allenatore di baseball statunitense († 1976)
- 1890 - Francesco Fodde, militare italiano († 1913)
- 1890 - Vladimir Sergeevič Rozing, tenore e direttore teatrale russo († 1963)
- 1891 - Pavlo Tyčyna, poeta e politico sovietico († 1967)
- 1892 - Giacomo Fauser, ingegnere e chimico italiano († 1971)
- 1892 - Francis Xavier Ford, vescovo cattolico e missionario statunitense († 1952)
- 1892 - Eugenio Garza Sada, imprenditore messicano († 1973)
- 1892 - Valeska Gert, ballerina, attrice e cabarettista tedesca († 1978)
- 1892 - Mario Jannelli, avvocato e politico italiano († 1958)
- 1892 - Carlo Toniatti, canottiere italiano († 1968)
- 1893 - Paul Gurran, generale tedesco († 1944)
- 1893 - Marino Magnani, politico e partigiano italiano († 1964)
- 1893 - Giovanni Maresca Donnorso di Serracapriola, militare, politico e imprenditore italiano († 1971)
- 1893 - Tancredi Pasero, basso italiano († 1983)
- 1894 - Eileen Armstrong, tuffatrice britannica († 1981)
- 1894 - Alexander Hall, regista, montatore e attore statunitense († 1968)
- 1894 - Ethel Teare, attrice statunitense († 1959)
- 1894 - Michele Maria Tumminelli, educatore e politico italiano († 1988)
- 1894 - Jaroslav Vogel, direttore d'orchestra, compositore e scrittore ceco († 1970)
- 1894 - Paul Wittek, orientalista e storico austriaco († 1978)
- 1895 - Renzo Chierici, generale e prefetto italiano († 1943)
- 1895 - Laurens Hammond, ingegnere, progettista e inventore statunitense († 1973)
- 1895 - Kenji Imai, architetto e docente giapponese († 1987)
- 1895 - Johann Risztics, aviatore austro-ungarico († 1973)
- 1895 - Leonildo Tarozzi, politico e giornalista italiano († 1980)
- 1896 - Paddy Driscoll, giocatore di baseball, allenatore di football americano e giocatore di football americano statunitense († 1968)
- 1896 - Guido Graziani, allenatore di pallacanestro, allenatore di baseball e dirigente sportivo italiano († 1986)
- 1896 - Spartaco Majani, arbitro di calcio italiano († 1979)
- 1896 - Heinrich Stuhlfauth, calciatore tedesco († 1966)
- 1896 - Enrico Tirabassi, calciatore e allenatore di calcio italiano († 1941)
- 1897 - James Colescott, attivista statunitense († 1950)
- 1897 - Bernard DeVoto, storico e scrittore statunitense († 1955)
- 1897 - August Heissmeyer, generale tedesco († 1979)
- 1897 - Higinio Morínigo Martínez, generale e politico paraguaiano († 1983)
- 1897 - Georges Stuttler, calciatore francese († 1976)
- 1898 - Hans Kirk, scrittore danese († 1962)
- 1898 - Domenico Rudatis, scrittore, esoterista e alpinista italiano († 1994)
- 1899 - Miloš Alexander Bazovský, pittore slovacco († 1968)
- 1899 - Steen Blicher, calciatore danese († 1965)
- 1899 - Maurice Brianchon, pittore francese († 1979)
- 1899 - Richard Broxton Onians, filologo inglese († 1986)
- 1899 - Benoît Faure, ciclista su strada e pistard francese († 1980)
- 1899 - Eva Le Gallienne, regista, attrice e produttrice cinematografica statunitense († 1991)
- 1899 - Battista Rovida, allenatore di calcio italiano
- 1900 - Guido Fulignot, pittore italiano († 1986)
- 1900 - Enea Silvio Recagno, militare e aviatore italiano († 1936)

## XX secolo(921)
- 1901 - Salvador Cardona, ciclista su strada spagnolo († 1985)
- 1901 - Gioacchino Ernesto di Anhalt, duca († 1947)
- 1901 - Kwon Ki-ok, aviatrice coreana († 1988)
- 1901 - Joanna Roos, attrice e drammaturga statunitense († 1989)
- 1901 - Bruno Stefani, fotografo italiano († 1978)
- 1902 - Maurice Duruflé, compositore e organista francese († 1986)
- 1902 - Heinrich Matthes, militare tedesco († 1978)
- 1902 - Marco Notarbartolo di Sciara, militare italiano († 1985)
- 1902 - Saverio Patrizi, esploratore, entomologo e speleologo italiano († 1957)
- 1903 - Amedeo Corsi, calciatore italiano
- 1903 - Lovro Hacin, poliziotto e avvocato jugoslavo († 1946)
- 1903 - Alan Paton, scrittore, politico e attivista sudafricano († 1988)
- 1903 - Ernest Peterlin, ufficiale jugoslavo († 1946)
- 1903 - Domenico Piemontesi, ciclista su strada italiano († 1987)
- 1903 - Ilse Weber, scrittrice, poetessa e compositrice ceca († 1944)
- 1904 - Murray Alper, attore statunitense († 1984)
- 1904 - Alfred Kieffer, calciatore lussemburghese († 1987)
- 1905 - Helena Bartošová, soprano slovacco († 1981)
- 1905 - Ādolfs Grasis, cestista e allenatore di pallacanestro lettone († 1976)
- 1905 - Dorothy Hale, attrice statunitense († 1938)
- 1905 - Clyde Kluckhohn, antropologo statunitense († 1960)
- 1906 - Luca Balsofiore, militare italiano († 1941)
- 1906 - Giovanni Calabrò, militare italiano († 1942)
- 1906 - Jesse Hibbs, regista statunitense († 1985)
- 1906 - Albert Hofmann, chimico svizzero († 2008)
- 1906 - Elisabeth Wendt, attrice tedesca († 1980)
- 1906 - Vilmos Zombori, calciatore rumeno († 1993)
- 1907 - Francesco Cossu, canottiere italiano († 1986)
- 1907 - Albertis Harrison, politico statunitense († 1995)
- 1907 - Abraham Joshua Heschel, rabbino e filosofo polacco († 1972)
- 1907 - Pierre Mendès France, politico francese († 1982)
- 1907 - Giuseppe Perniciaro, vescovo cattolico italiano († 1981)
- 1907 - Pietro Zardini, attore italiano († 1986)
- 1908 - Aurelio Bonori, fotografo italiano († 1997)
- 1908 - Giuseppe Dottore, criminale italiano († 1946)
- 1908 - Santo Sorge, mafioso italiano
- 1908 - Lionel Stander, attore statunitense († 1994)
- 1909 - Nguyen Van Nghi, medico, scrittore e traduttore vietnamita († 1999)
- 1909 - Kaarlo Oksanen, calciatore finlandese († 1941)
- 1909 - Libero Simonatti, calciatore italiano († 1980)
- 1910 - Don "Red" Barry, attore statunitense († 1980)
- 1910 - Trygve Bratteli, editore e politico norvegese († 1984)
- 1910 - Ted Catlin, calciatore inglese († 1990)
- 1911 - Mario Amadeo, scrittore e diplomatico argentino († 1983)
- 1911 - Luigi Bianchi D'Espinosa, magistrato e partigiano italiano († 1972)
- 1911 - János Dudás, calciatore ungherese († 1979)
- 1911 - Nora Heysen, pittrice australiana († 2003)
- 1911 - Freda James, tennista britannica († 1988)
- 1911 - Anđelko Marušić, calciatore jugoslavo († 1981)
- 1911 - Brunhilde Pomsel, tedesca († 2017)
- 1911 - Zenkō Suzuki, politico giapponese († 2004)
- 1911 - Antonino Tripodi, politico e giornalista italiano († 1988)
- 1911 - Davide Turconi, giornalista e storico del cinema italiano († 2005)
- 1911 - Jerzy Zarzycki, regista e sceneggiatore polacco († 1971)
- 1912 - Vincent Barbi, attore italiano († 1998)
- 1912 - Nick Cravat, attore e stuntman statunitense († 1994)
- 1912 - Giuliano Dell'Antonio, militare e partigiano italiano († 2006)
- 1913 - Alberto Bertuzzi, giornalista italiano († 1988)
- 1913 - Concetto Gallo, politico italiano († 1980)
- 1914 - Alberto Baeza Flores, scrittore e giornalista cileno († 1998)
- 1914 - Giovanni Cantagalli, martellista italiano († 2008)
- 1914 - Dorothy Jeakins, costumista statunitense († 1995)
- 1914 - Robin Lindsay, hockeista su prato britannico († 2011)
- 1914 - Paul Valcke, schermidore belga († 1980)
- 1914 - Dora del Hoyo, spagnola († 2004)
- 1915 - Veda Ann Borg, attrice statunitense († 1973)
- 1915 - Dante Graziosi, politico, scrittore e partigiano italiano († 1992)
- 1915 - Wilfred Charles Heinz, giornalista e scrittore statunitense († 2008)
- 1915 - Luise Krüger, giavellottista tedesca († 2001)
- 1915 - Violette Nozière, criminale francese († 1966)
- 1915 - Jan Říha, calciatore cecoslovacco († 1995)
- 1915 - Georgij Viktorovič Skrockij, fisico russo († 1992)
- 1916 - Bernard Blier, attore francese († 1989)
- 1916 - Emilio Bonatti, antifascista e partigiano italiano († 2013)
- 1916 - Francisco Garate, calciatore spagnolo († 1986)
- 1916 - Bruno Jesi, militare italiano († 1943)
- 1916 - Ludwig Pöhler, calciatore tedesco († 1975)
- 1916 - Jimmy Quillen, politico statunitense († 2003)
- 1916 - Zikmund Schul, compositore tedesco († 1944)
- 1917 - Nullo Biaggi, politico italiano († 1977)
- 1917 - Mario Lovati, calciatore italiano
- 1917 - Margaret Wright, attrice e doppiatrice statunitense († 1999)
- 1918 - Ernie Andres, cestista, allenatore di pallacanestro e giocatore di baseball statunitense († 2008)
- 1918 - Gianfranco Miglio, politologo e politico italiano († 2001)
- 1918 - Edward Aloysius Murphy, militare e ingegnere statunitense († 1990)
- 1918 - Robert C. O'Brien, scrittore e giornalista statunitense († 1973)
- 1918 - Gunnar Sønsteby, partigiano norvegese († 2012)
- 1918 - Lina Termini, cantante italiana († 2004)
- 1919 - Denis Avey, militare e ingegnere britannico († 2015)
- 1919 - Alexander von Branca, architetto tedesco († 2011)
- 1919 - Salvatore Costantino, maratoneta e mezzofondista italiano († 1973)
- 1919 - Mort Mills, attore statunitense († 1993)
- 1919 - Stan Pearson, allenatore di calcio e calciatore inglese († 1997)
- 1919 - Alfredo Sandulli Mercuro, militare italiano († 1943)
- 1919 - Lucien Troupel, calciatore e allenatore di calcio francese († 1993)
- 1920 - Vladimir Jakovlevič Vengerov, regista cinematografico sovietico († 1997)
- 1921 - Kathleen Byron, attrice inglese († 2009)
- 1921 - Fabio Maria Crivelli, giornalista e scrittore italiano († 2009)
- 1921 - Nicolás Falero, calciatore uruguaiano († 1986)
- 1921 - Héctor García Godoy, avvocato e politico dominicano († 1970)
- 1921 - Gory Guerrero, wrestler statunitense († 1990)
- 1921 - Vladimír Hönig, calciatore cecoslovacco († 1999)
- 1921 - Juanita Kreps, politica e economista statunitense († 2010)
- 1921 - Roberto Moscardini, partigiano italiano († 1944)
- 1921 - Settimio Pagnini, allenatore di pallacanestro e partigiano italiano († 2015)
- 1921 - Dina Rinaldi, giornalista italiana († 1997)
- 1922 - Eduardo Airaldi Rivarola, cestista, allenatore di pallacanestro e arbitro di pallacanestro peruviano († 1992)
- 1922 - Franco Biondi Santi, imprenditore italiano († 2013)
- 1922 - Giulio Grassini, generale italiano († 1992)
- 1922 - Luciano Lucignani, regista, sceneggiatore e critico teatrale italiano († 2008)
- 1922 - Gunnar Stensland, allenatore di calcio e calciatore norvegese († 2011)
- 1922 - Valentine Telegdi, fisico ungherese († 2006)
- 1922 - Lorenza Trucchi, critica d'arte e giornalista italiana
- 1922 - William Turnbull, scultore e pittore scozzese († 2012)
- 1923 - Jerome Bixby, scrittore, curatore editoriale e sceneggiatore statunitense († 1998)
- 1923 - Osie Johnson, batterista, cantante e compositore statunitense († 1966)
- 1923 - Wright King, attore statunitense († 2018)
- 1923 - Paavo Lonkila, fondista finlandese († 2017)
- 1923 - Slavko Luštica, calciatore e allenatore di calcio jugoslavo († 1992)
- 1923 - Jacqueline Maillan, attrice francese († 1992)
- 1923 - Ernst Nolte, storico e filosofo tedesco († 2016)
- 1923 - Carroll Shelby, pilota automobilistico e imprenditore statunitense († 2012)
- 1924 - Don Cherry, cantante e golfista statunitense († 2018)
- 1924 - Roger Guillemin, medico e neurologo francese († 2024)
- 1924 - Giorgio Longo, politico italiano († 2020)
- 1924 - Carlo Melograni, architetto italiano († 2021)
- 1924 - José Meneses, cestista messicano († 2013)
- 1924 - Slim Harpo, cantautore e armonicista statunitense († 1970)
- 1924 - Lamberto Pigini, presbitero e imprenditore italiano († 2021)
- 1925 - Viktor Avdjuško, attore sovietico († 1975)
- 1925 - Sandra Brunetti, pittrice italiana († 2017)
- 1925 - Betty Bumpers, docente, attivista e politica statunitense († 2018)
- 1925 - Dušan Jakomin, giornalista, saggista e etnografo italiano († 2015)
- 1925 - Mir Akbar Khyber, politico afghano († 1978)
- 1925 - Jean-Jacques Kretzschmar, calciatore francese († 1985)
- 1925 - Maung Maung, politico birmano († 1994)
- 1925 - Max Morlock, calciatore tedesco († 1994)
- 1926 - Jan Ceulemans, cestista belga († 2022)
- 1926 - Lev Stepanovič Dëmin, cosmonauta sovietico († 1998)
- 1926 - Guglielmo Letteri, fumettista italiano († 2006)
- 1926 - Ignazio Nigrelli, storico, saggista e ambientalista italiano († 2000)
- 1926 - Giusto Pio, violinista, compositore e arrangiatore italiano († 2017)
- 1926 - Pietro Schiano, politico italiano († 2018)
- 1927 - Selva Casal, poetessa uruguaiana († 2020)
- 1927 - Giuseppe D'Agata, scrittore, sceneggiatore e partigiano italiano († 2011)
- 1927 - Mario Ferri, politico italiano († 1978)
- 1927 - Fulvio Galimi, schermidore argentino († 2016)
- 1928 - Franco Frasi, allenatore di calcio e calciatore italiano († 2009)
- 1928 - Andréa Guiot, soprano francese († 2021)
- 1928 - Lora Lamm, illustratrice e grafica svizzera († 2025)
- 1928 - Herbert Mensching, attore tedesco († 1981)
- 1928 - David L. Wolper, produttore televisivo e produttore cinematografico statunitense († 2010)
- 1929 - Rafael Eitan, generale e politico israeliano († 2004)
- 1929 - Rune Erkers, cestista svedese († 2013)
- 1929 - Carlo Gajani, fotografo, pittore e incisore italiano († 2009)
- 1929 - Miroslava Hejná, ex cestista cecoslovacca
- 1929 - Flavio Mengoni, politico e avvocato italiano († 2013)
- 1929 - Nicoletta Orsomando, annunciatrice televisiva italiana († 2021)
- 1929 - Costantino Rozzi, dirigente sportivo e imprenditore italiano († 1994)
- 1929 - Dietmar Seyferth, chimico tedesco († 2020)
- 1929 - Wanda Wiłkomirska, violinista e insegnante polacca († 2018)
- 1929 - Nur al-Din al-Atassi, politico siriano († 1992)
- 1930 - Albano Biondi, storico italiano († 1999)
- 1930 - Francesco De Masi, compositore e direttore d'orchestra italiano († 2005)
- 1930 - Gianugo Polesello, architetto, urbanista e politico italiano († 2007)
- 1930 - Rod Taylor, attore australiano († 2015)
- 1931 - Peter Baldwin, regista e attore statunitense († 2017)
- 1931 - Luciano Bronzi, politico italiano († 2021)
- 1931 - Andrea Bruno, architetto italiano († 2025)
- 1931 - Enzo Porta, violinista italiano († 2020)
- 1931 - Mary Rodgers, scrittrice e compositrice inglese († 2014)
- 1932 - Alfonso Arau, attore e regista messicano
- 1932 - Eduardo Barbeiro, nuotatore e pallanuotista portoghese († 2022)
- 1932 - Fernando Di Leo, regista e sceneggiatore italiano († 2003)
- 1932 - Takkō Ishimori, doppiatore giapponese († 2013)
- 1932 - Mario Pistoni, ballerino e coreografo italiano († 1992)
- 1933 - Juan García-Santacruz Ortiz, vescovo cattolico spagnolo († 2011)
- 1933 - Renato Gelio, calciatore italiano († 1995)
- 1933 - Goldie Hill, cantautrice statunitense († 2005)
- 1933 - Kiyoshi Kobayashi, doppiatore giapponese († 2022)
- 1933 - Mariko Okada, attrice giapponese
- 1933 - Antonio Possenti, pittore e illustratore italiano († 2016)
- 1933 - Valerij Nikolaevič Sagatovskij, filosofo russo († 2014)
- 1933 - Bruno Spaggiari, pilota motociclistico italiano
- 1934 - Jean Chrétien, avvocato e politico canadese
- 1934 - Claire Etcherelli, scrittrice francese († 2023)
- 1934 - Tony Hoare, informatico britannico
- 1934 - Mitchell Ryan, attore statunitense († 2022)
- 1934 - Édouard Stako, calciatore francese († 2008)
- 1934 - Cesare Veneziani, politico italiano († 2023)
- 1934 - Sven Wollter, attore svedese († 2020)
- 1935 - Giampiero Betello, calciatore italiano († 2024)
- 1935 - Gian Luca Chiavari, nobile e dirigente d'azienda italiano
- 1935 - Giovanni Silvestro Coco, politico e magistrato italiano
- 1935 - Giampiero Cotti Cometti, geografo italiano († 2009)
- 1935 - Ghita Nørby, attrice danese
- 1935 - Matteo Pellicone, dirigente sportivo italiano († 2013)
- 1935 - Joško Vidošević, calciatore jugoslavo († 1990)
- 1936 - Robert Dixon, ex calciatore inglese
- 1936 - Eva Hesse, scultrice statunitense († 1970)
- 1936 - Chilla Porter, altista e politico australiano († 2020)
- 1936 - Masashi Watanabe, allenatore di calcio e calciatore giapponese († 1995)
- 1937 - József Kovács, cestista e allenatore di pallacanestro ungherese († 2016)
- 1937 - Juan José Rodríguez, calciatore argentino († 1993)
- 1937 - Udo Schütz, pilota automobilistico e velista tedesco
- 1937 - Felix Silla, attore, stuntman e circense italiano († 2021)
- 1938 - Fischer Black, economista statunitense († 1995)
- 1938 - Alberto Lanteri, ex schermidore argentino
- 1938 - Giuliano Mauri, artista italiano († 2009)
- 1938 - Giuseppe Molinari, arcivescovo cattolico italiano
- 1938 - Peris Persi, geografo e geologo italiano
- 1938 - Arthur Scargill, sindacalista e politico britannico
- 1938 - Sadegh Sharafkandi, attivista iraniano († 1992)
- 1938 - Marcello Stefanini, politico italiano († 1994)
- 1939 - Jean Boudehen, canoista francese († 1982)
- 1939 - Alba Cardilli, doppiatrice e attrice italiana
- 1939 - Tetsuya Chiba, fumettista giapponese
- 1939 - Paolo Guerrini, funzionario e politico italiano
- 1939 - Anne Heggtveit, ex sciatrice alpina canadese
- 1939 - Nicolás Mentxaka, calciatore spagnolo († 2014)
- 1939 - Ulderico Sacchella, allenatore di calcio e calciatore italiano († 1990)
- 1939 - Saverio Terruso, pittore italiano († 2003)
- 1940 - Franco Balmamion, ex ciclista su strada italiano
- 1940 - Geraldo Antônio Martins, calciatore brasiliano († 2018)
- 1940 - Jozef Štibrányi, ex calciatore cecoslovacco
- 1940 - Heinz Stücke, viaggiatore tedesco
- 1940 - Andres Tarand, politico estone
- 1940 - Rodrigo Valencia, organista, clavicembalista e direttore di coro colombiano († 2009)
- 1940 - Jurij Všivcev, calciatore sovietico († 2010)
- 1941 - Barry Flanagan, scultore britannico († 2009)
- 1941 - Gérson, ex calciatore brasiliano
- 1941 - Alejandro Guzmán, ex calciatore peruviano
- 1941 - Sérgio Lopes, calciatore brasiliano († 2024)
- 1941 - Pak Seung-zin, calciatore nordcoreano († 2011)
- 1941 - Abdullah the Butcher, ex wrestler canadese
- 1941 - Rainer Simon, regista e sceneggiatore tedesco
- 1941 - Shun'ichi Yukimuro, fumettista e sceneggiatore giapponese
- 1941 - Bernard de Vries, attore e attivista olandese
- 1942 - Bud Acton, ex cestista statunitense
- 1942 - Clarence Clemons, sassofonista statunitense († 2011)
- 1942 - Muriel Day, cantante irlandese
- 1942 - Blas Matamoro, scrittore, avvocato e giornalista argentino
- 1942 - George Mira, giocatore di football americano statunitense
- 1942 - Bill Sheridan, cestista e allenatore di pallacanestro statunitense († 2020)
- 1942 - Joel Zwick, regista statunitense
- 1942 - František Ševčík, hockeista su ghiaccio cecoslovacco († 2017)
- 1943 - Jon Bakken, politico norvegese
- 1943 - Jill Churchill, scrittrice statunitense († 2023)
- 1943 - Jaime Delgado, ex calciatore ecuadoriano
- 1943 - Stan Ivar, attore statunitense
- 1943 - Roald Jensen, calciatore norvegese († 1987)
- 1943 - Eduardo Mendoza, scrittore spagnolo
- 1943 - Lucio Mujesan, allenatore di calcio e ex calciatore italiano
- 1943 - Daniela Piegai, scrittrice, pittrice e giornalista italiana
- 1943 - Umberto Strucchi, ex calciatore italiano
- 1943 - Ryōsuke Takahashi, regista e sceneggiatore giapponese
- 1943 - Roberto Zamarin, cestista e allenatore di pallacanestro italiano († 2018)
- 1944 - Alessandro Bignozzi, ex bobbista italiano
- 1944 - Gerd Böckmann, attore, regista e doppiatore tedesco
- 1944 - John DeMain, direttore d'orchestra statunitense
- 1944 - Antonio Pelayo, presbitero e giornalista spagnolo
- 1944 - Louis Pfenninger, ex ciclista su strada e pistard svizzero
- 1944 - Franco Rella, filosofo italiano († 2023)
- 1944 - Aguila Saleh Issa, politico e giurista libico
- 1944 - Giuseppe Schirò Di Maggio, scrittore e poeta italiano
- 1944 - Francesco Vairano, doppiatore, direttore del doppiaggio e dialoghista italiano
- 1945 - Geraldo Azevedo, cantautore e chitarrista brasiliano
- 1945 - Polo Carrera, allenatore di calcio e ex calciatore ecuadoriano
- 1945 - Roberto De Paoli, ex calciatore italiano
- 1945 - Karo Haghverdian, ex calciatore iraniano
- 1945 - Christine Kaufmann, attrice tedesca († 2017)
- 1945 - Tony Kaye, musicista britannico
- 1945 - Suzanne W. Tourtellotte, astronoma statunitense († 2013)
- 1946 - Terry Addison, ex tennista australiano
- 1946 - Wally Anderzunas, cestista statunitense († 1989)
- 1946 - Mike Corrigan, allenatore di hockey su ghiaccio e ex hockeista su ghiaccio canadese
- 1946 - Lou Deprijck, cantante, compositore e produttore discografico belga († 2023)
- 1946 - Sebastiano Gesù, critico cinematografico italiano († 2018)
- 1946 - Naomi Judd, cantante statunitense († 2022)
- 1946 - John Piper, predicatore statunitense
- 1947 - Lina Bolzoni, critica letteraria e storica della letteratura italiana
- 1947 - Anna Calder-Marshall, attrice inglese
- 1947 - Giacomo Crosa, giornalista e ex altista italiano
- 1947 - Gabriele Galateri di Genola, dirigente d'azienda e banchiere italiano
- 1947 - Carolina Geijssen, ex pattinatrice di velocità su ghiaccio olandese
- 1947 - Manuela Granaiola, politica italiana
- 1947 - Domenico Minutoli, attore italiano († 2023)
- 1947 - Rod Thomas, ex calciatore gallese
- 1947 - Vinny Vella, attore, comico e showman statunitense († 2019)
- 1948 - Al Berto, poeta e pittore portoghese († 1997)
- 1948 - Helga Anders, attrice e doppiatrice tedesca († 1986)
- 1948 - Ján Čapkovič, ex calciatore cecoslovacco
- 1948 - Jozef Čapkovič, ex calciatore cecoslovacco
- 1948 - Sandra Cassel, attrice statunitense
- 1948 - Terry Goodkind, scrittore statunitense († 2020)
- 1948 - Joe Harper, allenatore di calcio e ex calciatore scozzese
- 1948 - Wajima Hiroshi, lottatore di sumo giapponese († 2018)
- 1948 - Bernhard Lehmann, bobbista tedesco
- 1948 - Francesca Lo Schiavo, scenografa italiana
- 1948 - Madeline Manning, ex mezzofondista e velocista statunitense
- 1948 - Christina Sandberg, ex tennista svedese
- 1948 - Eleazar Soria, calciatore peruviano († 2021)
- 1948 - Pietro Tripodo, poeta e saggista italiano († 1999)
- 1948 - Nerio Ulivieri, ex calciatore italiano
- 1948 - Terry Williams, batterista britannico
- 1949 - Bogdan Borusewicz, politico polacco
- 1949 - Antonio Boscacci, alpinista, arrampicatore e scrittore italiano († 2012)
- 1949 - Daryl Braithwaite, cantante australiano
- 1949 - Raúl Castronovo, ex calciatore argentino
- 1949 - Chris Ford, cestista e allenatore di pallacanestro statunitense († 2023)
- 1949 - Hyon Yong-chol, generale e politico nordcoreano († 2015)
- 1949 - Paco Ignacio Taibo II, scrittore, giornalista e saggista spagnolo
- 1949 - Angelo Vecchio, saggista e giornalista italiano
- 1950 - Luciano Cilio, compositore italiano († 1983)
- 1950 - Raffaello De Brasi, politico italiano
- 1950 - Odila Fernandes de Camargo, ex cestista brasiliana
- 1950 - Sandro Salsa, matematico italiano
- 1951 - Giorgio Barberio Corsetti, attore teatrale, regista teatrale e drammaturgo italiano
- 1951 - Essam Khaled, ex cestista egiziano
- 1951 - Brenda Kirk, tennista sudafricana († 2015)
- 1951 - Willie Maddren, allenatore di calcio e calciatore inglese († 2000)
- 1951 - Philip Tartaglia, arcivescovo cattolico scozzese († 2021)
- 1951 - Jim Whiting, artista e inventore britannico
- 1952 - Bille Brown, attore australiano († 2013)
- 1952 - Ben Crenshaw, golfista statunitense
- 1952 - Sondra Currie, attrice e produttrice cinematografica statunitense
- 1952 - Diana Gabaldon, scrittrice statunitense
- 1952 - Romano Maria La Russa, politico italiano
- 1952 - Massimo Lopez, attore, comico e imitatore italiano
- 1952 - Dawn Penn, cantante giamaicana
- 1952 - Philip Reilly, ex schermidore statunitense
- 1952 - Lee Ritenour, musicista e chitarrista statunitense
- 1953 - Luigi Bernardi, scrittore, saggista e sceneggiatore italiano († 2013)
- 1953 - Trygve Johannessen, allenatore di calcio e ex calciatore norvegese
- 1953 - Emanuele Nicosia, designer italiano († 2016)
- 1953 - Daniel Scott, ex cestista e allenatore di pallacanestro cubano
- 1953 - John Sessions, attore e comico britannico († 2020)
- 1954 - Gary Brokaw, ex cestista, allenatore di pallacanestro e dirigente sportivo statunitense
- 1954 - Tahar Djaout, giornalista, scrittore e poeta algerino († 1993)
- 1954 - Cal Dooley, politico statunitense
- 1954 - Leszek Jabłonowski, ex schermidore polacco
- 1954 - Giuliano Musiello, calciatore italiano († 2024)
- 1954 - Maria Rosaria Omaggio, attrice e scrittrice italiana († 2024)
- 1954 - Vicky Peña, attrice spagnola
- 1954 - Barbara Prammer, politica austriaca († 2014)
- 1954 - Kailash Satyarthi, attivista indiano
- 1954 - Valter Vecellio, attivista, politico e giornalista italiano
- 1955 - Frank Lupo, sceneggiatore e produttore televisivo statunitense († 2021)
- 1955 - Christian Marclay, artista e compositore statunitense
- 1955 - Ken McNaught, ex calciatore scozzese
- 1955 - Perence Shiri, politico e generale zimbabwese († 2020)
- 1955 - Andre Wakefield, ex cestista statunitense
- 1956 - Wayne Cegielski, ex calciatore gallese
- 1956 - Robert Earl Keen, cantautore statunitense
- 1956 - Ad Konings, ittiologo, biologo e fotografo olandese
- 1956 - Phyllis Logan, attrice scozzese
- 1956 - Aldo Mattia, politico italiano
- 1956 - Santino Mondello, ex calciatore italiano
- 1956 - Antonio Palagiano, politico italiano
- 1956 - Domenico Perani, ex ciclista su strada e pistard italiano
- 1956 - Alberto Vitoria, calciatore spagnolo († 2010)
- 1957 - Franco Castellano, attore italiano
- 1957 - Tony Crescitelli, ex calciatore italiano
- 1957 - Claude Criquielion, ciclista su strada belga († 2015)
- 1957 - Darryl Dawkins, cestista e allenatore di pallacanestro statunitense († 2015)
- 1957 - Saeko Himuro, scrittrice giapponese († 2008)
- 1957 - José Reinaldo de Lima, ex calciatore e politico brasiliano
- 1957 - Luigi Marchione, scenografo italiano
- 1957 - Settimo Nizzi, politico italiano
- 1957 - Bryan Robson, ex calciatore, allenatore di calcio e opinionista britannico
- 1957 - Luciano Suriani, arcivescovo cattolico italiano
- 1958 - Angelo Crialesi, allenatore di calcio e ex calciatore italiano
- 1958 - Raffaele Farina, attore teatrale, doppiatore e direttore del doppiaggio italiano
- 1958 - Hervé Granger-Veyron, ex schermidore francese
- 1958 - Diego León Montoya Sánchez, criminale colombiano
- 1958 - Luisa Ortega Díaz, avvocatessa venezuelana
- 1958 - Alyson Reed, ballerina e attrice statunitense
- 1959 - Majed Abdullah, ex calciatore saudita
- 1959 - Roberto Andò, regista, sceneggiatore e scrittore italiano
- 1959 - Luciano Fontana, giornalista italiano
- 1959 - Bob Harras, fumettista e curatore editoriale statunitense
- 1959 - Umberto La Rocca, giornalista italiano
- 1959 - Marco Masi, allenatore di calcio e ex calciatore italiano
- 1959 - Enrique Serna, scrittore e saggista messicano
- 1959 - Pierangelo Valtinoni, musicista e compositore italiano
- 1959 - Ray Vella, ex calciatore maltese
- 1960 - Edi Bivi, allenatore di calcio e ex calciatore italiano
- 1960 - Antonio Campiglio, ex cestista italiano
- 1960 - Giocondo Dalla Rizza, ex ciclista su strada italiano
- 1960 - Daniela Donno, politica italiana
- 1960 - Waldo Kantor, allenatore di pallavolo e ex pallavolista argentino
- 1960 - Gino Roncaglia, filosofo e saggista italiano
- 1960 - Oleh Taran, allenatore di calcio e ex calciatore ucraino
- 1960 - Mike Turner, politico e avvocato statunitense
- 1961 - Everton Carr, ex calciatore inglese
- 1961 - Jasper Fforde, scrittore britannico
- 1961 - Adrian Heath, allenatore di calcio e ex calciatore inglese
- 1961 - Masatoshi Ichikawa, ex ciclista su strada giapponese
- 1961 - Paul Skansi, ex giocatore di football americano statunitense
- 1961 - Götz Spielmann, regista e sceneggiatore austriaco
- 1961 - Lars-Erik Torph, pilota di rally svedese († 1989)
- 1961 - Carlo d'Asburgo-Lorena, nobile e politico austriaco
- 1962 - Tom Andrews, ex giocatore di football americano statunitense
- 1962 - Brian Blados, ex giocatore di football americano statunitense
- 1962 - Kim Coles, attrice statunitense
- 1962 - Enrico Gasperini, imprenditore italiano († 2015)
- 1962 - Steve Hislop, pilota motociclistico britannico († 2003)
- 1962 - Brian Moore, ex rugbista a 15 e giornalista britannico
- 1962 - Vegard Opaas, ex saltatore con gli sci norvegese
- 1962 - Pietro Rao, politico e farmacista italiano
- 1962 - Nicola Valenzano, attore, regista e ballerino italiano († 2025)
- 1963 - Rita Blanco, attrice portoghese
- 1963 - Concetta Castilletti, biologa italiana
- 1963 - Tracy Caulkins, ex nuotatrice statunitense
- 1963 - Renato Cestiè, attore italiano
- 1963 - Lorenzo Ciompi, attore italiano
- 1963 - Jason Connery, attore e regista britannico
- 1963 - Arne Dahl, scrittore e critico letterario svedese
- 1963 - Kate Gompert, ex tennista statunitense
- 1963 - Maurizio Jacobacci, allenatore di calcio e ex calciatore svizzero
- 1963 - Sam Kieth, fumettista, illustratore e regista statunitense
- 1963 - Curd Ridel, fumettista francese
- 1963 - José Higinio Rivera, ex calciatore ecuadoriano
- 1963 - Giorgio Saccoccia, ingegnere e manager italiano
- 1963 - Petra Schneider, ex nuotatrice tedesca
- 1963 - Rodolfo Vanoli, allenatore di calcio e ex calciatore italiano
- 1963 - Marina Viro, attrice italiana
- 1963 - Roland Wohlfarth, ex calciatore tedesco
- 1964 - Torstein Aagaard-Nilsen, compositore norvegese
- 1964 - Maria Cristina Caretta, politica italiana
- 1964 - Albert Dupontel, attore, comico e regista francese
- 1964 - Yolanda Hadid, modella, personaggio televisivo e imprenditrice olandese
- 1964 - Craig Hawker, chimico australiano
- 1964 - Eduardo Masso, ex tennista argentino
- 1964 - Patrícia Pillar, attrice e conduttrice televisiva brasiliana
- 1964 - Anthony Teuma, vescovo cattolico maltese
- 1964 - Aleksandr Vedernikov, direttore d'orchestra russo († 2020)
- 1965 - Olivia Barash, attrice statunitense
- 1965 - Edyta Bartosiewicz, cantautrice e chitarrista polacca
- 1965 - Bertrand de Billy, direttore d'orchestra francese
- 1965 - Jack Dangers, musicista britannico
- 1965 - Néstor García, allenatore di pallacanestro argentino
- 1965 - Andreja Leskovšek, ex sciatrice alpina jugoslava
- 1965 - Salvatore Raiti, politico e avvocato italiano
- 1965 - Loredana Romito, attrice italiana
- 1965 - Andrea Taurelli Salimbeni, generale italiano
- 1965 - Valentina Valente, soprano italiana
- 1965 - Giorgio Vismara, ex judoka italiano
- 1965 - Christoph Westerthaler, calciatore e allenatore di calcio austriaco († 2018)
- 1965 - Zhou Jihong, ex tuffatrice cinese
- 1966 - Kelley Law, ex giocatrice di curling canadese
- 1966 - Andrea Costantini, regista, sceneggiatore e produttore cinematografico italiano
- 1966 - Pascaline Freiher, ex sciatrice alpina francese
- 1966 - Mary Hansen, cantante, chitarrista e batterista australiana († 2002)
- 1966 - Junie Lewis, ex cestista statunitense
- 1966 - Davide Livermore, attore e regista teatrale italiano
- 1966 - Tamer Oyguç, ex cestista turco
- 1966 - Christian Pouget, allenatore di hockey su ghiaccio e ex hockeista su ghiaccio francese
- 1967 - Teoman Alibegović, ex cestista, allenatore di pallacanestro e dirigente sportivo sloveno
- 1967 - John Diffley, ex calciatore statunitense
- 1967 - Luigi Ferraro, doppiatore italiano
- 1967 - Giles Foden, scrittore britannico
- 1967 - Antonio Giuliani, comico, cabarettista e attore italiano
- 1967 - Katharina Hacker, scrittrice tedesca
- 1967 - Melquíades Jaramillo, ex cestista venezuelano
- 1967 - Susanne Lang, ex schermitrice tedesca
- 1967 - Richmond Webb, ex giocatore di football americano statunitense
- 1967 - Víctor Rivera, arbitro di calcio peruviano
- 1967 - Sérgio Soares, allenatore di calcio e ex calciatore brasiliano
- 1968 - Giuseppe Antoci, politico italiano
- 1968 - Titus Corlățean, politico e avvocato rumeno
- 1968 - Fatos Daja, ex calciatore albanese
- 1968 - Aurora Dragoș, ex cestista rumena
- 1968 - Tom Dumont, musicista e produttore discografico statunitense
- 1968 - Saša Ḱiriḱ, ex calciatore macedone
- 1968 - Junji Koizumi, ex calciatore giapponese
- 1968 - Emilijo Kovačić, ex cestista e allenatore di pallacanestro croato
- 1968 - Roberta Lanzarotti, ex nuotatrice italiana
- 1968 - Benjamin List, chimico tedesco
- 1968 - Dario Morello, ex calciatore italiano
- 1968 - Larry Robinson, ex cestista statunitense
- 1968 - Alberto San Juan, attore e drammaturgo spagnolo
- 1968 - Aglaia Szyszkowitz, attrice austriaca
- 1968 - Fabrizio Turco, giornalista e scrittore italiano
- 1969 - Volkan Aydın, ex cestista turco
- 1969 - Danilo Bertotto, allenatore di hockey su ghiaccio e ex hockeista su ghiaccio italiano
- 1969 - Kyōko Hikami, doppiatrice giapponese
- 1969 - Brentt Jones, ex martellista australiano
- 1969 - Alice Matějková, ex discobola ceca
- 1969 - James Merendino, regista e sceneggiatore statunitense
- 1969 - Kyle Richards, attrice statunitense
- 1969 - Igors Troickis, ex calciatore lettone
- 1969 - Irek Zinnurov, ex pallanuotista russo
- 1970 - Manfredi Beninati, pittore e scultore italiano
- 1970 - Jason Bittner, batterista statunitense
- 1970 - Johanna Boutet, ex cestista francese
- 1970 - Frédéric Daerden, politico belga
- 1970 - Franco Davín, allenatore di tennis e ex tennista argentino
- 1970 - Wolfgang Graßl, sciatore alpino e allenatore di sci alpino tedesco († 2010)
- 1970 - Chris Jent, allenatore di pallacanestro e ex cestista statunitense
- 1970 - Malcolm D. Lee, regista, sceneggiatore e produttore cinematografico statunitense
- 1970 - Håvard Steinar Lunde, ex calciatore norvegese
- 1970 - Giovanni Pellielo, tiratore a volo italiano
- 1970 - Mustafa Sandal, cantautore, produttore discografico e attore turco
- 1970 - José Soto, allenatore di calcio e ex calciatore peruviano
- 1970 - Sukumar, regista indiano
- 1971 - Mary J. Blige, cantautrice, attrice e produttrice discografica statunitense
- 1971 - Ji Minshang, ex cestista cinese
- 1971 - Paul Johnson, disc jockey e produttore discografico statunitense († 2021)
- 1971 - Conrad McRae, cestista statunitense († 2000)
- 1971 - Leïla Piccard, ex sciatrice alpina francese
- 1971 - Steve Smith, ex altista statunitense
- 1972 - Marc Blucas, attore statunitense
- 1972 - Greg Burgess, ex nuotatore statunitense
- 1972 - Konstantin Jur'evič Chabenskij, attore e regista russo
- 1972 - Tomislav Gričar, ex giocatore di calcio a 5 croato
- 1972 - Dennis Iliohan, ex calciatore olandese
- 1972 - Peter Markstedt, ex calciatore svedese
- 1972 - Guillermo Martín, ex giocatore di calcio a 5 spagnolo
- 1972 - Amanda Peet, attrice statunitense
- 1972 - Luis Rueda, ex calciatore argentino
- 1972 - Marcelo Torrico, ex calciatore boliviano
- 1972 - Yang Wenyi, ex nuotatrice cinese
- 1972 - Mathias Énard, scrittore e traduttore francese
- 1973 - Rahul Dravid, crickettista indiano
- 1973 - Rockmond Dunbar, attore statunitense
- 1973 - Eri Fukatsu, attrice e cantante giapponese
- 1973 - Milan Haborák, ex pesista slovacco
- 1973 - Sergio Ibarra, allenatore di calcio e ex calciatore argentino
- 1973 - Lee Makel, allenatore di calcio e ex calciatore inglese
- 1973 - Lauro Minghelli, calciatore italiano († 2004)
- 1973 - Tetjana Vodopjanova, ex biatleta ucraina
- 1974 - Paolo Cozzi, allenatore di calcio e ex calciatore italiano
- 1974 - Giuseppe Filianoti, tenore italiano
- 1974 - Robert Górski, ex calciatore polacco
- 1974 - Michael Kohlmann, allenatore di tennis e ex tennista tedesco
- 1974 - Goran Lozanovski, allenatore di calcio e ex calciatore australiano
- 1974 - Jens Nowotny, allenatore di calcio e ex calciatore tedesco
- 1974 - Jesús Rey, allenatore di calcio a 5 e preparatore atletico spagnolo
- 1974 - Oleg Supereko, pittore russo
- 1974 - Jan Wayne, disc jockey tedesco
- 1974 - Xiong Ni, ex tuffatore cinese
- 1974 - Marcelo dos Reis Soares, ex giocatore di calcio a 5 brasiliano
- 1974 - Max von Essen, attore e tenore statunitense
- 1975 - Venetian Snares, compositore e musicista canadese
- 1975 - Robert Hines, astronauta statunitense
- 1975 - Chip Knight, ex sciatore alpino statunitense
- 1975 - Liu Hongyu, ex marciatrice cinese
- 1975 - Dan Luger, ex rugbista a 15 britannico
- 1975 - Matteo Renzi, politico italiano
- 1975 - Timbuktu, cantante e rapper svedese
- 1975 - Caterina Venturini, scrittrice e sceneggiatrice italiana
- 1976 - John Avery, ex giocatore di football americano statunitense
- 1976 - Alfonso Boone, ex giocatore di football americano statunitense
- 1976 - Tomáš Holubec, ex biatleta ceco
- 1976 - Petr Johana, ex calciatore ceco
- 1976 - Chris Morgan, ex calciatore nordirlandese
- 1976 - Euthymīs Rentzias, ex cestista greco
- 1976 - Rosdi Talib, ex calciatore malese
- 1977 - Christian Bauer, scacchista francese
- 1977 - Luke Dimech, ex calciatore maltese
- 1977 - Anni Friesinger, pattinatrice di velocità su ghiaccio tedesca
- 1977 - Pavle Jovanovic, bobbista statunitense († 2020)
- 1977 - Jérôme Kerviel, francese
- 1977 - Oleksij Lukaševič, ex lunghista ucraino
- 1977 - Masahiro Matsuoka, cantante e attore giapponese
- 1977 - Stockar McDougle, ex giocatore di football americano statunitense
- 1977 - Antonio Morello, ex calciatore italiano
- 1977 - Enrico Morello, ex calciatore italiano
- 1977 - Antti Pohja, ex calciatore finlandese
- 1977 - Devin Ratray, attore statunitense
- 1977 - Tara Sharma, attrice britannica
- 1977 - Vasilij Sigarev, drammaturgo e regista russo
- 1978 - Muhammet Akagündüz, ex calciatore austriaco
- 1978 - Vallo Allingu, ex cestista estone
- 1978 - Michael Duff, allenatore di calcio e ex calciatore nordirlandese
- 1978 - Kyoko Hamaguchi, ex lottatrice giapponese
- 1978 - Emile Heskey, allenatore di calcio, dirigente sportivo e ex calciatore inglese
- 1978 - Joan Lino Martínez, ex lunghista e velocista cubano
- 1978 - Pathy Essengo, ex calciatore della Repubblica Democratica del Congo
- 1978 - Adepero Oduye, attrice statunitense
- 1978 - Vincent Philippe, pilota motociclistico francese
- 1978 - Justin Wellington, cantante papuano
- 1979 - Wyatt Allen, ex canottiere statunitense
- 1979 - Matteo Bertolazzi, cestista italiano († 2013)
- 1979 - Eric Hare, ex cestista messicano
- 1979 - Kari Mette Johansen, ex pallamanista norvegese
- 1979 - Darren Lynn Bousman, regista e sceneggiatore statunitense
- 1979 - Pascal Mendy, ex calciatore senegalese
- 1979 - Tressor Moreno, ex calciatore colombiano
- 1979 - Terence Morris, ex cestista statunitense
- 1979 - Paolo Negri, pianista italiano
- 1979 - Siti Nurhaliza, cantautrice, produttrice discografica e imprenditrice malaysiana
- 1979 - Francesco Sanetti, ex calciatore italiano
- 1979 - Ricardo Sousa, allenatore di calcio e ex calciatore portoghese
- 1980 - Mustafa Er, allenatore di calcio e ex calciatore turco
- 1980 - Kevin Fletcher, ex cestista statunitense
- 1980 - Vincenzo Fusco, allenatore di calcio e ex calciatore italiano
- 1980 - Geovanni Deiberson Maurício, ex calciatore brasiliano
- 1980 - Gökdeniz Karadeniz, allenatore di calcio e ex calciatore turco
- 1980 - Jung Jae-eun, ex taekwondoka sudcoreana
- 1980 - Julio Marchant, ex calciatore argentino
- 1980 - Nemanja Milisavljević, ex calciatore serbo
- 1980 - Peterson Peçanha, ex calciatore brasiliano
- 1980 - Christian Wetklo, allenatore di calcio e ex calciatore tedesco
- 1980 - Damien Wilkins, ex cestista statunitense
- 1980 - Mike Williams, ex giocatore di football americano statunitense
- 1981 - Benjamin Auer, ex calciatore tedesco
- 1981 - Rafael Cavalcante, artista marziale misto brasiliano
- 1981 - Kaayla Chones, ex cestista statunitense
- 1981 - Joan Cornellà, illustratore e fumettista spagnolo
- 1981 - Jamelia, cantante, attrice e personaggio televisivo britannico
- 1981 - Thomas Graggaber, ex sciatore alpino austriaco
- 1981 - Muhammed Lawal, artista marziale misto e wrestler statunitense
- 1981 - Tom Meighan, cantante britannico
- 1981 - Lia Andrea Ramos, modella filippina
- 1981 - Israel Rubio, ex sollevatore venezuelano
- 1981 - Jaime Valdés, ex calciatore cileno
- 1981 - Rasa Žemantauskaitė, cestista lituana
- 1981 - Ali Zitouni, ex calciatore tunisino
- 1982 - Tony Allen, ex cestista statunitense
- 1982 - Christine Badertscher, politica svizzera
- 1982 - Amar Benikhlef, judoka algerino
- 1982 - Aurélien Capoue, ex calciatore francese
- 1982 - Loïc Guillon, ex calciatore francese
- 1982 - Blake Heron, attore statunitense († 2017)
- 1982 - Nejc Kajtazović, arbitro di calcio sloveno
- 1982 - Denis Kolodin, ex calciatore russo
- 1982 - Grégory Lacombe, ex calciatore francese
- 1982 - Natalie Lisinska, attrice britannica
- 1982 - Emel Mathlouthi, cantautrice tunisina
- 1982 - Uroš Mirković, cestista serbo
- 1982 - Mohammad Nosrati, calciatore iraniano
- 1982 - Nattaporn Phanrit, calciatore thailandese
- 1982 - Antonella Sberna, politica italiana
- 1982 - Declan Shalvey, fumettista irlandese
- 1982 - Son Ye-jin, attrice sudcoreana
- 1982 - Toccara Williams, ex cestista statunitense
- 1983 - Miho Bošković, ex pallanuotista croato
- 1983 - Rachim Čakchiev, pugile russo
- 1983 - Chiara Dall'Ora, pallavolista italiana
- 1983 - Mark Forster, cantante e pianista tedesco
- 1983 - Michail Gudkov, generale russo († 2025)
- 1983 - Ismail Rabee Juma, ex calciatore emiratino
- 1983 - Júnio César Arcanjo, ex calciatore brasiliano
- 1983 - Kaisa Mäkäräinen, ex fondista e biatleta finlandese
- 1983 - Matt McKay, ex calciatore australiano
- 1983 - André Myhrer, ex sciatore alpino svedese
- 1983 - Andreas Omminger, allenatore di sci alpino e ex sciatore alpino austriaco
- 1983 - Elisabet Spina, allenatrice di calcio e ex calciatrice italiana
- 1983 - Adrian Sutil, ex pilota automobilistico tedesco
- 1983 - Clarissa Tami, conduttrice televisiva, conduttrice radiofonica e attrice svizzera
- 1984 - Eddie Alvarez, artista marziale misto statunitense
- 1984 - Kevin Boss, giocatore di football americano statunitense
- 1984 - Brad Buckman, ex cestista statunitense
- 1984 - Anna Bulygina, ex biatleta russa
- 1984 - Daniele Demartini, cestista italiano
- 1984 - Mario Guerra Salinas, taekwondoka cileno
- 1984 - Jeffrey Harrison, ex sciatore alpino statunitense
- 1984 - Shay Holtzman, ex calciatore israeliano
- 1984 - Deniss Ivanovs, ex calciatore lettone
- 1984 - Dario Krešić, ex calciatore croato
- 1984 - Maria Elena Kyriakou, cantante cipriota
- 1984 - Patrick Küng, ex sciatore alpino svizzero
- 1984 - Slobodan Ljubotina, allenatore di pallacanestro e ex cestista serbo
- 1984 - Danail Mitev, ex calciatore bulgaro
- 1984 - Matt Mullenweg, imprenditore statunitense
- 1984 - Marko Perović, allenatore di calcio e ex calciatore serbo
- 1984 - Stijn Schaars, ex calciatore olandese
- 1984 - Yannic Seidenberg, hockeista su ghiaccio tedesco
- 1984 - Hasan Yeşilbudak, pallavolista turco
- 1985 - Dennis Dixon, giocatore di football americano statunitense
- 1985 - Zoran Erceg, ex cestista serbo
- 1985 - Newton Faulkner, cantante britannico
- 1985 - Rie fu, cantante giapponese
- 1985 - Henrik Jensen, allenatore di calcio danese
- 1985 - Tim Jitloff, allenatore di sci alpino e ex sciatore alpino statunitense
- 1985 - Kim Myong-chol, calciatore nordcoreano
- 1985 - Aja Naomi King, attrice statunitense
- 1985 - Kristolyn Lloyd, attrice statunitense
- 1985 - Julien Loubet, ex ciclista su strada francese
- 1985 - Kelly Massey, velocista britannica
- 1985 - Frank Montieth, giocatore di baseball cubano
- 1985 - Kazuki Nakajima, dirigente sportivo e ex pilota automobilistico giapponese
- 1985 - Guy Ngosso, allenatore di calcio e ex calciatore camerunese
- 1985 - Manuel Redondo, ex calciatore spagnolo
- 1985 - José Vitor Moreira Semedo, ex calciatore portoghese
- 1985 - Raquel Tavares, cantante portoghese
- 1985 - Elfje Willemsen, ex bobbista e ex giavellottista belga
- 1985 - Mark Yeates, ex calciatore irlandese
- 1985 - Zhang Lei, pallavolista cinese
- 1985 - Stepan Ġazaryan, ex calciatore armeno
- 1986 - Abdul Aziz, ex calciatore pakistano
- 1986 - Oana Ban, ex ginnasta rumena
- 1986 - Charline Bourgeois-Tacquet, regista, attrice e sceneggiatrice francese
- 1986 - Nancy Carrillo, pallavolista cubana
- 1986 - Stefano Cipani, regista e sceneggiatore italiano
- 1986 - Djô, giocatore di calcio a 5 capoverdiano
- 1986 - Daniela de Jesus, supermodella messicana
- 1986 - Claudio Licciardello, allenatore di atletica leggera e ex velocista italiano
- 1986 - Méddy Lina, calciatore francese
- 1986 - Antonio Petković, pallanuotista croato
- 1986 - Elise Rechichi, velista australiana
- 1986 - Rachel Riley, conduttrice televisiva britannica
- 1986 - Jamal Shuler, ex cestista statunitense
- 1986 - Marianne Skarpnord, golfista norvegese
- 1986 - Jarrin Solomon, velocista trinidadiano
- 1986 - Ichigo Takano, fumettista giapponese
- 1986 - Asen Velikov, cestista bulgaro
- 1987 - Armand Aucamp, attore, scrittore e imprenditore sudafricano
- 1987 - Mickaël Buscher, calciatore francese
- 1987 - Ibrahim Iyad, calciatore francese
- 1987 - Briann January, ex cestista e allenatrice di pallacanestro statunitense
- 1987 - Kennedy Kiptoo, maratoneta keniota
- 1987 - Danuta Kozák, canoista ungherese
- 1987 - Chiara Nespoli, calciatrice italiana
- 1987 - Diego Olate, calciatore cileno
- 1987 - Guillermo Pérez Moreno, calciatore spagnolo
- 1987 - David Ramseyer, cestista francese
- 1987 - Mickaël Solvi, calciatore francese
- 1987 - Eugene Spates, ex cestista statunitense
- 1987 - Jamie Vardy, calciatore inglese
- 1987 - Steven Vitória, calciatore canadese
- 1987 - Fabrício dos Santos Silva, ex calciatore brasiliano
- 1988 - Aislan, calciatore brasiliano
- 1988 - Chen Xiaodong, schermitrice cinese
- 1988 - Jordan Devey, giocatore di football americano statunitense
- 1988 - LunchMoney Lewis, cantautore, rapper e paroliere statunitense
- 1988 - Álex López, ex calciatore spagnolo
- 1988 - Cameron Meyer, ex pistard e ex ciclista su strada australiano
- 1988 - Oliver Oakes, ex pilota automobilistico britannico
- 1988 - Manuel Onwu, ex calciatore spagnolo
- 1988 - Epiphanny Prince, ex cestista statunitense
- 1988 - Guillermo Romero, pallavolista messicano
- 1988 - Josh Schneider, nuotatore statunitense
- 1988 - Yuzo Takamido, ex pattinatore di short track giapponese
- 1988 - Rayzamshah Wan Sofian, ostacolista malaysiano
- 1988 - Wang Yimei, pallavolista cinese
- 1988 - O'Brian Woodbine, ex calciatore giamaicano
- 1989 - Darko Bodul, calciatore croato
- 1989 - Demario Davis, giocatore di football americano statunitense
- 1989 - Emili García, calciatore andorrano
- 1989 - Jedidiah Goodacre, attore canadese
- 1989 - Marcus Haber, calciatore canadese
- 1989 - John Kamyuka, ex nuotatore botswano
- 1989 - Plamen Kračunov, calciatore bulgaro
- 1989 - Pieter Labuschagné, rugbista a 15 sudafricano
- 1989 - Scott Neville, calciatore australiano
- 1989 - Claire Rafferty, ex calciatrice britannica
- 1989 - Ivan Tatomirović, ex calciatore serbo
- 1989 - Leandro da Silva, ex calciatore brasiliano
- 1990 - Juninho, calciatore brasiliano
- 1990 - David DeCastro, giocatore di football americano statunitense
- 1990 - Ryan Griffin, giocatore di football americano statunitense
- 1990 - Ismaily, calciatore brasiliano
- 1990 - Malik Jackson, ex giocatore di football americano statunitense
- 1990 - Amanaki Mafi, rugbista a 15 giapponese
- 1990 - Anthony Nigro, hockeista su ghiaccio canadese
- 1990 - Diego Reyes Sandoval, calciatore honduregno
- 1990 - Nicola Ripamonti, canoista italiano
- 1990 - Marco Schönbächler, calciatore svizzero
- 1990 - Vivaan Shah, attore indiano
- 1990 - Alejandro Villanueva, militare e ex giocatore di football americano statunitense
- 1990 - Ján Vlasko, calciatore slovacco
- 1990 - Ishmael Yartey, calciatore ghanese
- 1990 - Kotoki Zayasu, pallavolista giapponese
- 1991 - Stephan Auer, calciatore austriaco
- 1991 - Bekim Balaj, calciatore albanese
- 1991 - Matteo Bernardi, giocatore di curling italiano
- 1991 - Andrea Bertolacci, ex calciatore italiano
- 1991 - Jan Bořil, calciatore ceco
- 1991 - Lorenzo Burnet, calciatore olandese
- 1991 - Adriano De Pierro, calciatore svizzero
- 1991 - Brayan De la Torre, calciatore ecuadoriano
- 1991 - José Luis García del Pozo, calciatore spagnolo
- 1991 - Garlon Green, cestista statunitense
- 1991 - Jhon Hernández García, ex calciatore colombiano
- 1991 - Jang Song-hyok, calciatore nordcoreano
- 1991 - Marco Maganza, cestista italiano
- 1991 - Florian Makhedjouf, ex calciatore francese
- 1991 - Tamási Nikolett, doppiatrice ungherese
- 1991 - Ferdinand Prénom, cestista francese
- 1991 - Kevin Santamaría, calciatore salvadoregno
- 1991 - Shi Yue, goista cinese
- 1991 - Lukas Tippelreither, ex sciatore alpino austriaco
- 1991 - Xu Tianlongzi, nuotatrice cinese
- 1991 - Toni Young, ex cestista statunitense
- 1991 - Il'ja Škurenëv, multiplista russo
- 1992 - Filip Bradarić, ex calciatore croato
- 1992 - Daniel Carvajal, calciatore spagnolo
- 1992 - Filippo Corio, pallanuotista italiano
- 1992 - Joan Creus Custodio, ex cestista spagnolo
- 1992 - Laysla De Oliveira, attrice canadese
- 1992 - Michele Godino, snowboarder italiano
- 1992 - Lee Seung-hoon, rapper, cantautore e coreografo sudcoreano
- 1992 - Patrick Marins Vieira, calciatore brasiliano
- 1992 - Audien, disc jockey e produttore discografico statunitense
- 1992 - Ernest, cantautore statunitense
- 1993 - Alberto Almici, calciatore italiano
- 1993 - Tayfur Bingöl, calciatore turco
- 1993 - Chris Boucher, cestista santaluciano
- 1993 - Lucia Conte, calciatrice italiana
- 1993 - Jesper Drost, calciatore olandese
- 1993 - Joachim Eickmayer, calciatore francese
- 1993 - Nadia Eke, triplista ghanese
- 1993 - Manuel Faißt, combinatista nordico tedesco
- 1993 - Thomas Gipson, cestista statunitense
- 1993 - Michael Keane, calciatore inglese
- 1993 - William Keane, calciatore inglese
- 1993 - Julian Lüftner, snowboarder austriaco
- 1993 - Teymur Məmmədov, pugile azero
- 1993 - Mahmut Orhan, produttore discografico e disc jockey turco
- 1993 - Park Jung-hwan, goista sudcoreano
- 1993 - Ankita Raina, tennista indiana
- 1993 - Hunter Reese, tennista statunitense
- 1993 - Timo Roosen, ciclista su strada olandese
- 1993 - Ksenija Tichonenko, cestista kazaka
- 1994 - Sassá, calciatore brasiliano
- 1994 - Pau Bargalló, hockeista su pista spagnolo
- 1994 - Marc Ferré, calciatore andorrano
- 1994 - David Gil, calciatore spagnolo
- 1994 - Emmanuel Gyasi, calciatore ghanese
- 1994 - Guillaume Hubert, calciatore belga
- 1994 - Matt Ioannidis, giocatore di football americano statunitense
- 1994 - Dmytro Ivanisenja, calciatore ucraino
- 1994 - Willian Klaus, calciatore brasiliano
- 1994 - Desirae Krawczyk, tennista statunitense
- 1994 - Bones, rapper, cantante e compositore statunitense
- 1994 - Pejman Poshtam, lottatore iraniano
- 1994 - Gelena Topilina, sincronetta russa
- 1994 - Valerio Verre, calciatore italiano
- 1994 - Alireza Zamani, aracnologo iraniano
- 1995 - Giovanni Abagnale, canottiere italiano
- 1995 - Jakob Blåbjerg, ex calciatore danese
- 1995 - Corey Davis, ex giocatore di football americano statunitense
- 1995 - Roger Duarte de Oliveira, calciatore brasiliano
- 1995 - Michael Gilmore, cestista statunitense
- 1995 - Samuel Gustafson, calciatore svedese
- 1995 - Simon Gustafson, calciatore svedese
- 1995 - Mohammed Husseini, calciatore tanzaniano
- 1995 - Kim Ji-hyon, sciatore freestyle sudcoreano
- 1995 - Johannes Joos, cestista tedesco
- 1995 - Ibrahim Mensah, ex calciatore ghanese
- 1995 - Caroline Pleidrup, calciatrice danese
- 1995 - Kristens Putins, slittinista lettone
- 1995 - Alejandro Romero, calciatore argentino
- 1995 - John Ross, giocatore di football americano statunitense
- 1995 - Joe Rothwell, calciatore inglese
- 1995 - Victor Schuller, ex sciatore alpino francese
- 1995 - Tiago Sá, calciatore portoghese
- 1995 - Giorgia Tudisco, calciatrice italiana
- 1995 - Mike Williams, ex giocatore di football americano statunitense
- 1995 - Kaiyne Woolery, calciatore inglese
- 1996 - Francis D'Albenas, ex calciatore uruguaiano
- 1996 - Baco Exu do Blues, rapper e cantante brasiliano
- 1996 - Ulisses Garcia, calciatore portoghese
- 1996 - Stef Gronsveld, ex calciatore olandese
- 1996 - Georg Hegele, sciatore alpino tedesco
- 1996 - Leonardo Heredia, calciatore argentino
- 1996 - Javier Jiménez Moreno, calciatore spagnolo
- 1996 - Valerij Lučkevyč, calciatore ucraino
- 1996 - Darian Mack, pallavolista statunitense
- 1996 - Alejandro Melo, calciatore argentino
- 1996 - Max Montana, ex cestista statunitense
- 1996 - Kaio Nunes, calciatore brasiliano
- 1996 - Diadie Samassékou, calciatore maliano
- 1996 - David Sambissa, calciatore francese
- 1996 - Danielzinho, calciatore brasiliano
- 1996 - Leroy Sané, calciatore tedesco
- 1996 - Cody Thompson, giocatore di football americano statunitense
- 1996 - Gustavo Tocantins, calciatore brasiliano
- 1996 - Luca Vignali, calciatore italiano
- 1996 - ZUZU, fumettista e illustratrice italiana
- 1997 - Joahnys Argilagos, pugile cubano
- 1997 - Zakaria Benchaâ, calciatore algerino
- 1997 - Erlend Blikra, ciclista su strada norvegese
- 1997 - David Carmona, calciatore spagnolo
- 1997 - Martin Chlumecký, calciatore ceco
- 1997 - Robbe Ghys, pistard e ciclista su strada belga
- 1997 - Nick Leverett, giocatore di football americano statunitense
- 1997 - Demetri Mitchell, calciatore inglese
- 1997 - Cody Simpson, cantante australiano
- 1997 - Félix Torres Caicedo, calciatore ecuadoriano
- 1997 - Nikola Vujnović, calciatore montenegrino
- 1998 - Masresha Bere, mezzofondista e maratoneta etiope
- 1998 - Oleh Bilyk, calciatore ucraino
- 1998 - Elisa De Almeida, calciatrice francese
- 1998 - Reeve Frosler, calciatore sudafricano
- 1998 - Jake Funk, giocatore di football americano statunitense
- 1998 - Louisa Johnson, cantautrice britannica
- 1998 - Ricardo Massanet, pallavolista portoricano
- 1998 - Ronaldo Monteiro, calciatore boliviano
- 1998 - Laura Antonia Roge, attrice tedesca
- 1998 - Feisal Salum, calciatore tanzaniano
- 1998 - Rubin Seigers, calciatore belga
- 1998 - Yasin, rapper svedese
- 1998 - Odessa Young, attrice australiana
- 1998 - África Zamorano, nuotatrice spagnola
- 1998 - Salih Özcan, calciatore turco
- 1999 - Joaquín Ardaiz, calciatore uruguaiano
- 1999 - Clayton Fernandes Silva, calciatore brasiliano
- 1999 - Alex Ibacache, calciatore cileno
- 1999 - Isak Jönsson, calciatore svedese
- 1999 - İlker Karakaş, calciatore turco
- 1999 - Jennifer Klein, calciatrice austriaca
- 1999 - Aleks Macukatov, calciatore russo
- 1999 - Christian Nodal, cantante messicano
- 1999 - Santiago Paiva, calciatore uruguaiano
- 1999 - Shin Min-jun, goista sudcoreano
- 1999 - Albert Stahl, calciatore rumeno
- 1999 - C.J. Valleroy, attore statunitense
- 1999 - Lotte Wubben-Moy, calciatrice britannica
- 1999 - Caio Vinícius da Conceição, calciatore brasiliano
- 2000 - Gabriele Corbo, calciatore italiano
- 2000 - Nicolás Fernández Mercau, calciatore argentino
- 2000 - Juan Pablo Freytes, calciatore argentino
- 2000 - Chaeyeon, cantautrice e ballerina sudcoreana
- 2000 - Aime Nihorimbere, calciatore burundese
- 2000 - Björn Seeliger, nuotatore svedese
- 2000 - Marrit Steenbergen, nuotatrice olandese
- 2000 - Marcelo Weigandt, calciatore argentino

## XXI secolo(28)
- 2001 - Elissa Alcántara, pallavolista portoricana
- 2001 - Turan Bayramov, lottatore azero
- 2001 - Trae Coyle, calciatore inglese
- 2001 - Tommy Eichenberg, giocatore di football americano statunitense
- 2001 - Jalen Graham, giocatore di football americano statunitense
- 2001 - Bogdan Jočić, calciatore serbo
- 2001 - Mauro Villar, calciatore argentino
- 2002 - Łukasz Bejger, calciatore polacco
- 2002 - Fredler Christophe, calciatore haitiano
- 2002 - Elly De La Cruz, giocatore di baseball dominicano
- 2002 - Francisco Flores, calciatore argentino
- 2002 - Andrin Netzer, calciatore liechtensteinese
- 2002 - Nguyen Anh Khoi, scacchista vietnamita
- 2002 - Danielle Nolte, lunghista sudafricana
- 2002 - Jarne Teulings, calciatrice belga
- 2003 - Peter Ademo, calciatore nigeriano
- 2003 - Francisco Facello, calciatore argentino
- 2003 - Mia Hunt, sciatrice alpina statunitense
- 2003 - Kevin Malthus, calciatore brasiliano
- 2003 - Mattia Zanotti, calciatore italiano
- 2003 - Pleun van der Pijl, pallavolista olandese
- 2004 - Marko Bošnjak, cantautore bosniaco
- 2004 - Joaquín Mosqueira, calciatore argentino
- 2005 - Teo Briones, attore statunitense
- 2005 - Abdoul Karim Traoré, calciatore maliano
- 2005 - Roksana Węgiel, cantante e attrice polacca
- 2005 - Kevin Zeroli, calciatore italiano
- 2006 - Tygo Land, calciatore olandese